# Liste der Bodendenkmäler in Schönthal (Oberpfalz)
Auf dieser Seite sind die Bodendenkmäler in der Oberpfälzer Gemeinde Schönthal zusammengestellt. Diese Tabelle ist eine Teilliste der Liste der Bodendenkmäler in Bayern. Grundlage ist die Bayerische Denkmalliste, die auf Basis des Bayerischen Denkmalschutzgesetzes vom 1. Oktober 1973 erstmals erstellt wurde und seither durch das Bayerische Landesamt für Denkmalpflege geführt wird. Die folgenden Angaben ersetzen nicht die rechtsverbindliche Auskunft der Denkmalschutzbehörde.

## Bodendenkmäler der Gemeinde Schönthal

### Bodendenkmäler in der Gemarkung Albernhof
| Lage                 | Objekt                                                                                 | Akten-Nr.     | Bild |
| -------------------- | -------------------------------------------------------------------------------------- | ------------- | ---- |
| Albernhof (Standort) | Mittelalterliches und frühneuzeitliches Goldabbaurevier mit Gruben, Gräben und Halden. | D-3-6641-0140 |      |

### Bodendenkmäler in der Gemarkung Berndorf
| Lage                | Objekt                                                                                 | Akten-Nr.     | Bild |
| ------------------- | -------------------------------------------------------------------------------------- | ------------- | ---- |
| Berndorf (Standort) | Mittelalterliches und frühneuzeitliches Goldabbaurevier mit Gruben, Gräben und Halden. | D-3-6641-0137 |      |

### Bodendenkmäler in der Gemarkung Döfering
| Lage                | Objekt | Akten-Nr.     | Bild |
| ------------------- | --- | ------------- | ---- |
| Döfering (Standort) | Mittelalterlicher Erdstall. | D-3-6641-0003 |      |
| Döfering (Standort) | Spätpaläolithische und mesolithische Freilandstation, vorgeschichtliche Siedlung. | D-3-6641-0057 |      |
| Döfering (Standort) | Mesolithische Freilandstation. | D-3-6641-0063 |      |
| Döfering (Standort) | Mesolithische Freilandstation. | D-3-6641-0067 |      |
| Döfering (Standort) | Mittelalterlicher Erdstall. | D-3-6641-0071 |      |
| Döfering (Standort) | Archäologische Befunde des Mittelalters und der frühen Neuzeit im Bereich der Katholischen Pfarrkirche St. Ägidius in Döfering, darunter die Spuren von Vorgängerbauten bzw. älterer Bauphasen. | D-3-6641-0088 |      |
| Döfering (Standort) | Archäologische Befunde des Mittelalters und der frühen Neuzeit im Bereich des abgegangenen Hofmarkschlosses in Döfering.                                                                        | D-3-6641-0089 |      |
| Döfering (Standort) | Mesolithische Freilandstation. | D-3-6641-0164 |      |

### Bodendenkmäler in der Gemarkung Flischbach
| Lage                  | Objekt | Akten-Nr.     | Bild |
| --------------------- | --- | ------------- | ---- |
| Flischbach (Standort) | Mesolithische Freilandstation. | D-3-6641-0084 |      |
| Flischbach (Standort) | Archäologische Befunde des Mittelalters und der frühen Neuzeit im Bereich des abgegangenen Schlosses in Flischbach. Siehe auch: Schloss Flischbach, Flischbach | D-3-6641-0085 |      |
| Flischbach (Standort) | Mittelalterlicher Erdstall. | D-3-6641-0165 |      |

### Bodendenkmäler in der Gemarkung Hiltersried
| Lage                   | Objekt | Akten-Nr.     | Bild |
| ---------------------- | --- | ------------- | ---- |
| Hiltersried (Standort) | Mittelalterlicher Erdstall. | D-3-6641-0073 |      |
| Hiltersried (Standort) | Mittelalterlicher Erdstall. | D-3-6641-0074 |      |
| Hiltersried (Standort) | Archäologische Befunde der abgegangenen mittelalterlichen und frühneuzeitlichen Kirche St. Johann Baptist in Hiltersried, mittelalterlicher Erdstall. | D-3-6641-0075 |      |

### Bodendenkmäler in der Gemarkung Katzelsried
| Lage                   | Objekt                                                                                 | Akten-Nr.     | Bild |
| ---------------------- | -------------------------------------------------------------------------------------- | ------------- | ---- |
| Katzelsried (Standort) | Mittelalterliches und frühneuzeitliches Goldabbaurevier mit Gruben, Gräben und Halden. | D-3-6641-0141 |      |

### Bodendenkmäler in der Gemarkung Loitendorf
| Lage                  | Objekt                         | Akten-Nr.     | Bild |
| --------------------- | ------------------------------ | ------------- | ---- |
| Loitendorf (Standort) | Mesolithische Freilandstation. | D-3-6641-0092 |      |

### Bodendenkmäler in der Gemarkung Premeischl
| Lage                  | Objekt | Akten-Nr.     | Bild |
| --------------------- | --- | ------------- | ---- |
| Premeischl (Standort) | Mittelalterlicher Burgstall, archäologische Befunde des abgegangenen frühneuzeitlichen Schlosses Arnstein. | D-3-6641-0007 |      |
| Premeischl (Standort) | Mittelalterliches und frühneuzeitliches Goldabbaurevier mit Gruben, Gräben und Halden.                     | D-3-6641-0008 |      |
| Premeischl (Standort) | Mittelalterlicher Erdstall.                                                                                | D-3-6641-0076 |      |
| Premeischl (Standort) | Mesolithische Freilandstation.                                                                             | D-3-6641-0078 |      |

### Bodendenkmäler in der Gemarkung Schönthal
| Lage                 | Objekt | Akten-Nr.     | Bild |
| -------------------- | --- | ------------- | ---- |
| Schönthal (Standort) | Spätpaläolithische und mesolithische Freilandstation. | D-3-6641-0017 |      |
| Schönthal (Standort) | Spätpaläolithische und mesolithische Freilandstation. | D-3-6641-0019 |      |
| Schönthal (Standort) | Spätpaläolithische und mesolithische Freilandstation. | D-3-6641-0020 |      |
| Schönthal (Standort) | Spätpaläolithische und mesolithische Freilandstation, vorgeschichtliche Siedlung. | D-3-6641-0021 |      |
| Schönthal (Standort) | Mesolithische Freilandstation. | D-3-6641-0022 |      |
| Schönthal (Standort) | Archäologische Befunde des Mittelalters und der frühen Neuzeit im Bereich des ehemaligen Augustinereremiten-Klosters Schönthal, darunter die Spuren von Vorgängerbauten, älterer Bauphasen und abgegangener Gebäude. | D-3-6641-0087 |      |
| Schönthal (Standort) | Mittelalterliches und frühneuzeitliches Goldabbaurevier mit Gruben, Gräben und Halden. | D-3-6641-0139 |      |

### Bodendenkmäler in der Gemarkung Steegen
| Lage               | Objekt                                                                                 | Akten-Nr.     | Bild |
| ------------------ | -------------------------------------------------------------------------------------- | ------------- | ---- |
| Steegen (Standort) | Mesolithische Freilandstation.                                                         | D-3-6641-0039 |      |
| Steegen (Standort) | Mittelalterliches und frühneuzeitliches Goldabbaurevier mit Gruben, Gräben und Halden. | D-3-6641-0045 |      |
| Steegen (Standort) | Mesolithische Freilandstation.                                                         | D-3-6641-0082 |      |

### Bodendenkmäler in der Gemarkung Thurau
| Lage              | Objekt                         | Akten-Nr.     | Bild |
| ----------------- | ------------------------------ | ------------- | ---- |
| Thurau (Standort) | Mesolithische Freilandstation. | D-3-6641-0014 |      |

### Bodendenkmäler in der Gemarkung Öd
| Lage          | Objekt                         | Akten-Nr.     | Bild |
| ------------- | ------------------------------ | ------------- | ---- |
| Öd (Standort) | Mesolithische Freilandstation. | D-3-6641-0048 |      |
| Öd (Standort) | Mittelalterlicher Erdstall.    | D-3-6641-0080 |      |